# Si nos coleos haberemus
Si nos coleos haberemus è una locuzione latina che si traduce con «Se noi avessimo i coglioni» inteso come possedere le virtù dei padri e tipiche maschili: forza, coraggio, costanza e serietà. Simile a Si vir es, se sei un uomo.
È una espressione di Petronio (44,14).